# 石肇
石肇（?—?），五胡十六国時代後趙皇族。後趙开国皇帝石勒之弟。
石勒成为国主之后，让石肇到軍中，石肇表現不理想，兵士把他送還石勒。石勒同情他，任命他为建威将軍。石肇没有才能，石勒经常選择優秀的参佐辅助他。石勒为他聘娶广川人劉典之女，石肇很害怕他。石肇担任长乐郡太守，有事就问：「阿劉（其妻劉夫人，阿是敬称），可以还是不可以」。当時之人用这件事嘲笑石肇。